# Qingling (socken i Kina, Sichuan)
Qingling (kinesiska: 庆岭乡, 庆岭) är en socken i Kina. Den ligger i provinsen Sichuan, i den sydvästra delen av landet, omkring 240 kilometer söder om provinshuvudstaden Chengdu. Antalet invånare är 9 594. Befolkningen består av 4 681 kvinnor och 4 913 män. Barn under 15 år utgör 24,0 %, vuxna 15-64 år 61 %, och äldre över 65 år 13,0 %.
Genomsnittlig årsnederbörd är 1 362 millimeter. Den regnigaste månaden är augusti, med i genomsnitt 270 mm nederbörd, och den torraste är december, med 21 mm nederbörd.